# FC 스파르타키 츠힌발리
FC 스파르타키 츠힌발리(조지아어: საფეხბურთო კლუბი სპარტაკი ცხინვალი, 영어: FC Spartaki Tskhinvali)는 트빌리시, 고리를 연고로 하는 조지아의 축구 클럽이다. 현재는 우마글레시리가에 참가하고 있다.

## 성적
- 피르벨리리가 우승 1회 (2013), 3위 2회 (1997, 2005)